# لیرجت ۵۵
لیرجت ۵۵ (به انگلیسی: Learjet 55) یک هواگرد ساختِ کارخانهٔ لیرجت در کشور ایالات متحده آمریکا است . این هواگرد برای نخستین بار در ۱۹ آوریل ۱۹۷۹ میلادی مورد استفاده قرار گرفت.